# Palau de Rosenborg
El palau de Rosenborg és un petit palau situat a la capital danesa, Copenhaguen. El palau va ser construït originalment l'any 1606 com una casa de camp per a l'estiu i és un exemple dels molts projectes d'arquitectura de Cristià IV. Va ser construït en l'estil renaixentista neerlandès, típic dels edificis danesos d'aquesta època i s'ha anat reconstruint en diverses vegades, fins a adoptar la forma actual que data del 1624. Els arquitectes Bertel Lange i Hans van Steenwinckel van ser els creadors del castell.
El palau fou utilitzat pels regents danesos com a residència reial fins al 1710. Després del regnat de Frederic IV, el palau de Rosenborg només va ser usat com a residència reial dues vegades, i les dues durant situacions d'emergència. La primera va ser després que el palau de Christiansborg cremés el 1794, i la segona durant l'atac britànic a Copenhaguen el 1801.
El palau resta obert al públic per a visites turístiques i conté un museu amb les col·leccions reials de la corona danesa des del segle xv amb Frederic II fins al segle xix. Alguns dels articles pertanyien a la noblesa i a l'aristocràcia. Actualment Rosenborg és una propietat estatal i va ser obert al públic general el 1838.
El palau té molta popularitat entre els turistes que visiten la capital de Dinamarca, ja que es troba al centre de la ciutat i s'hi arriba fàcilment amb diferents línies d'autobús urbà, a més a més dels autobusos turístics. S'estima que té uns 2.5 milions de visitants cada any.

## Vistes del palau

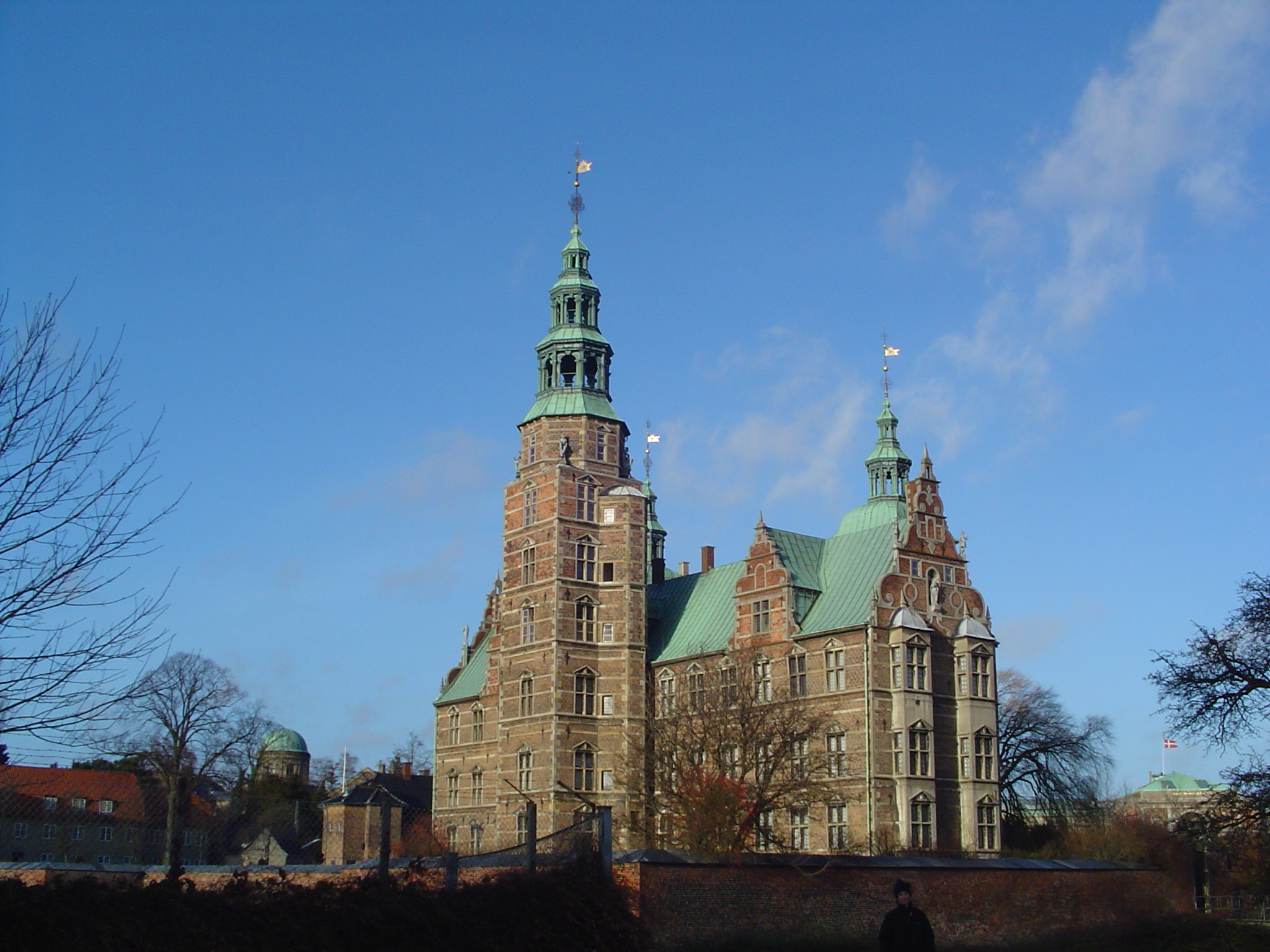
Palau de Rosenborg esquerra
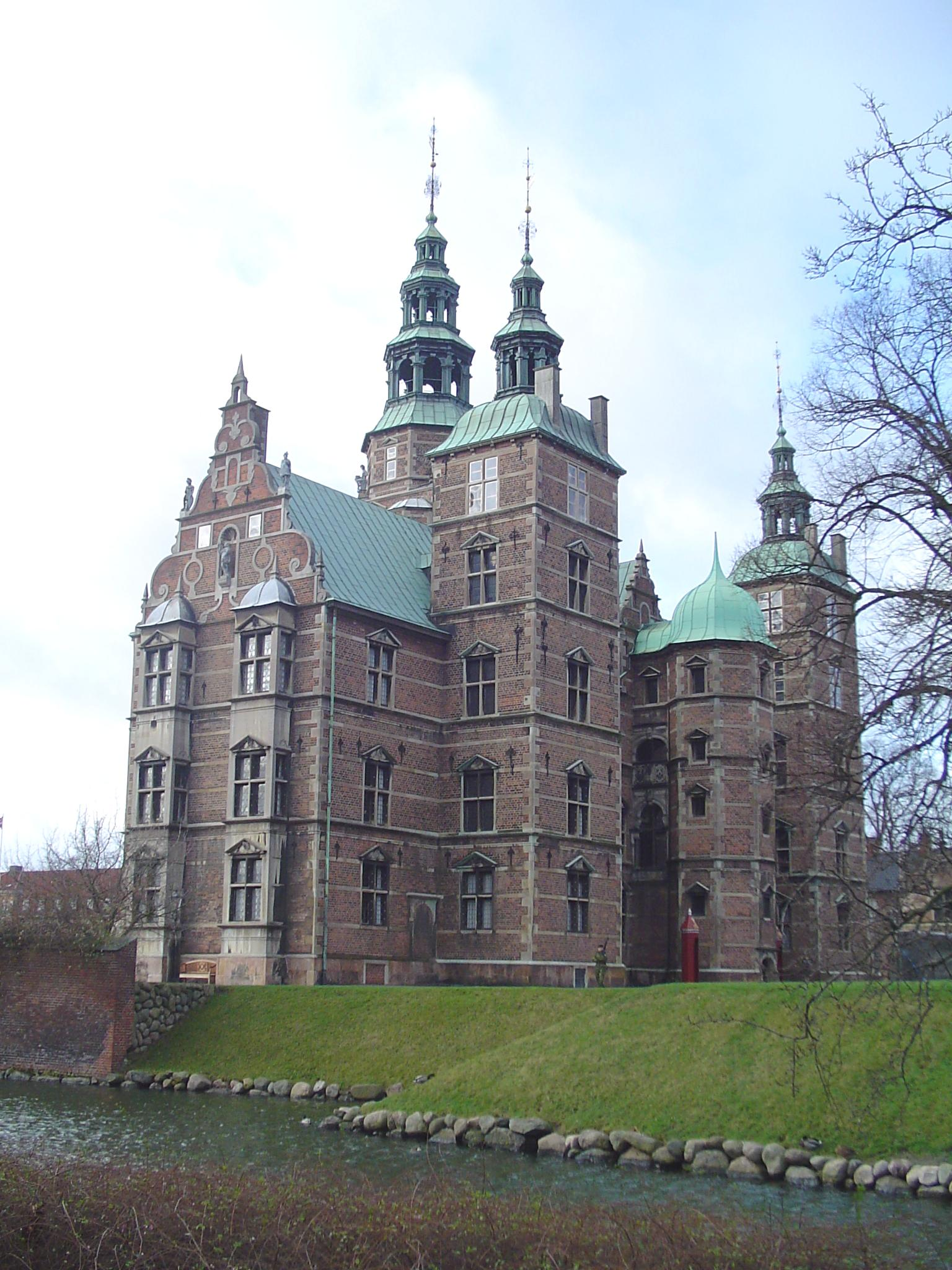
Palau de Rosenborg dreta
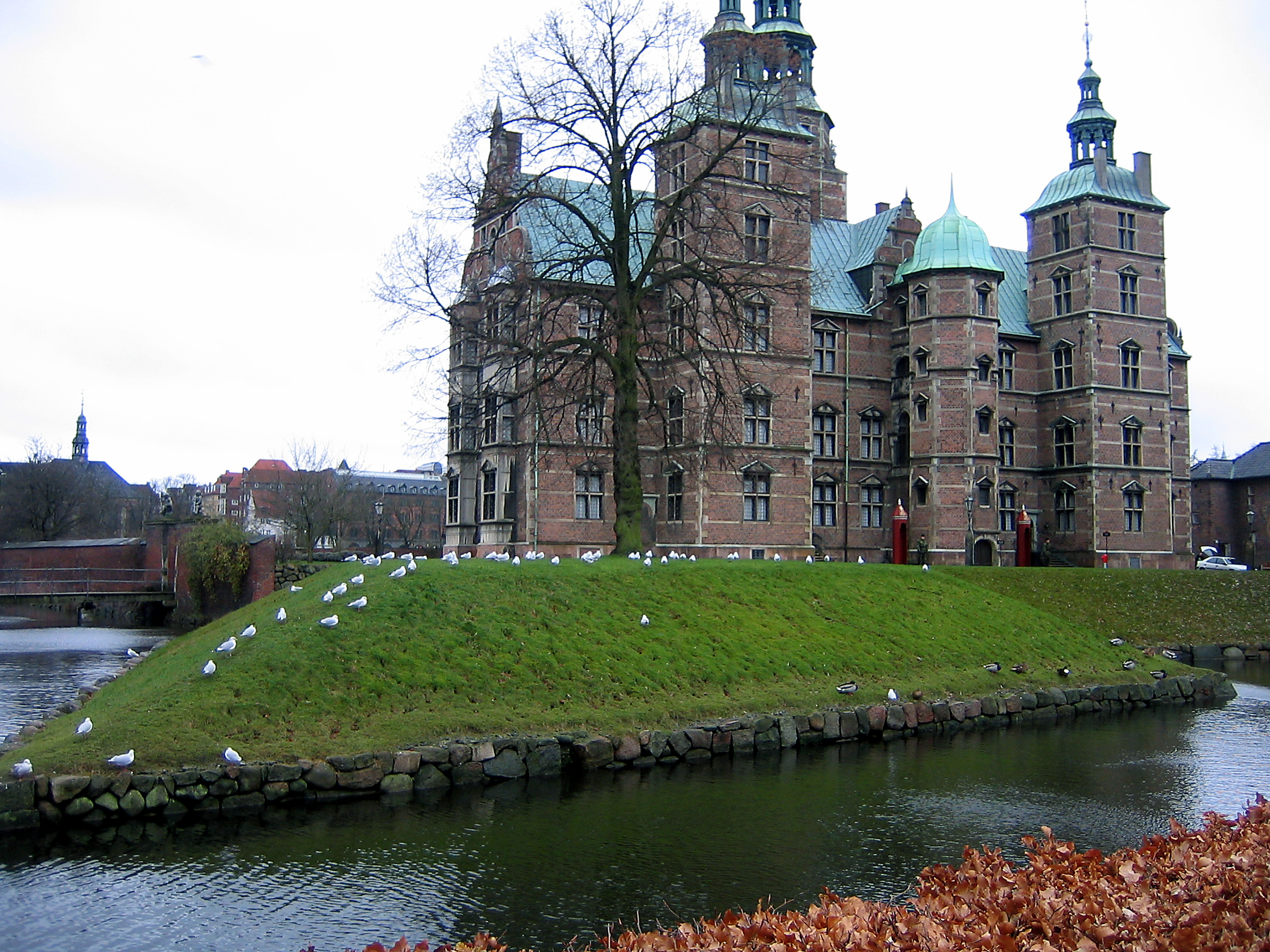
Palau de Rosenborg
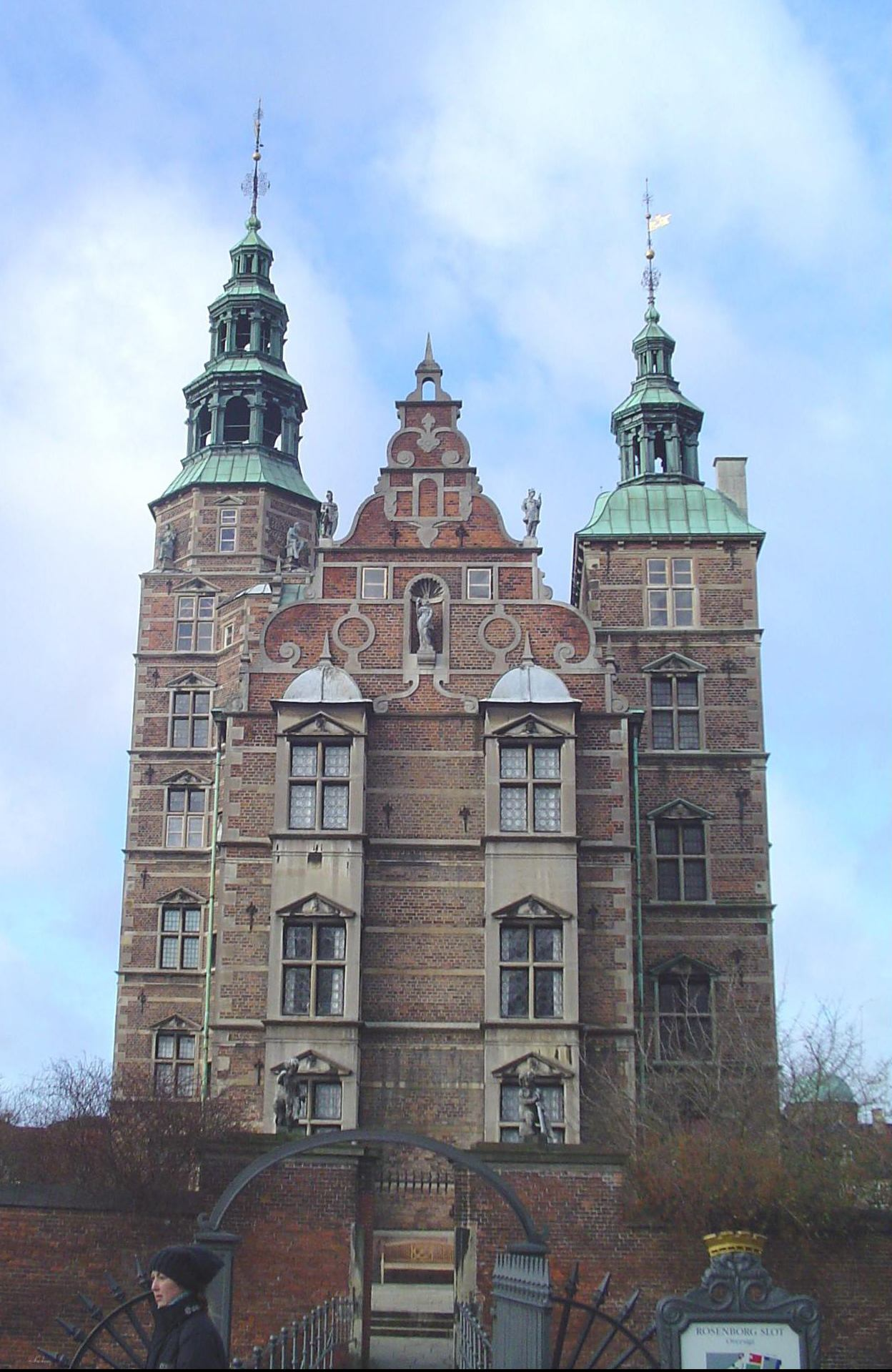
Palau de Rosenborg frontal